# Grevenmacher
Grevenmacher (en luxemburgués: Gréiwemaacher) es una comuna con estatus de pueblo al este de Luxemburgo cerca de la frontera con Alemania. Su nombre es por el cantón de Grevenmacher y hasta su abolición en 2015, del distrito de Grevenmacher. Está ubicado a la izquierda del río Mozelle, región donde se cultiva vino. Según el censo de 2023 la población es de 5092 habitantes.

## Ciudades hermanas

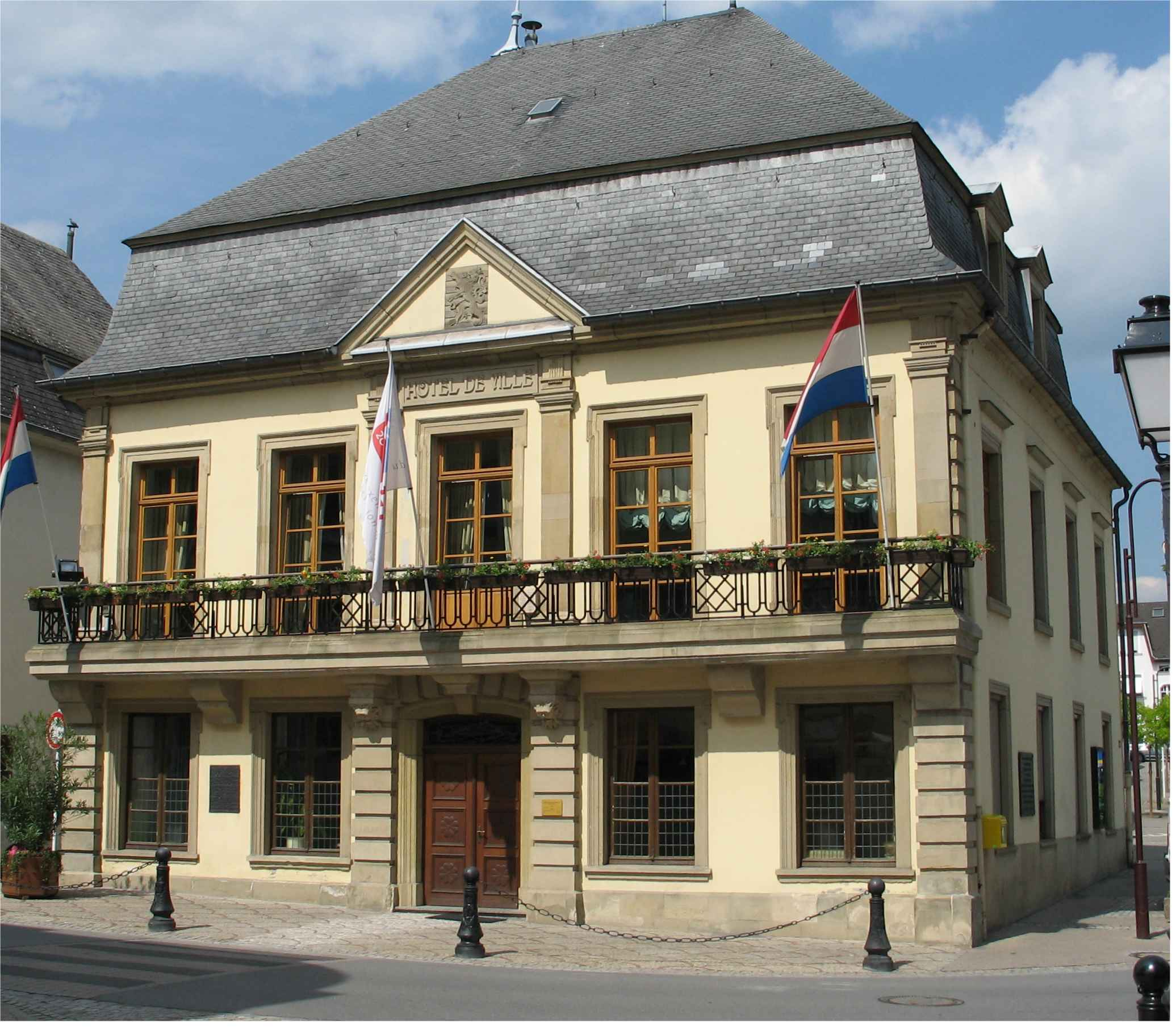
El viejo edificio municipal.

- Aubière[4]

## Personas destacadas
- Frantz Seimetz (1858–1934), artista impresionista
- Joseph Lortz (1887–1975), historiador católico romano y ecumenista
- Anne-Marie Thekes (1907 en Grevenmacher - 1959), escritora, esposa del pintor Theodore Wildanger
- Rob Krier (nacido en 1938), escultor, arquitecto y diseñador urbano
- Octavie Modert (nacido en 1966), político
- Monica Semedo (nacido en 1984), ex-presentadora de televisión, política y miembro del Parlamento Europeo desde 2019